# The Turn of the Screw (Oper)
The Turn of the Screw (deutsche Titel: Die Drehung der Schraube, Die sündigen Engel oder Die Besessenen) ist eine Kammeroper in einem Prolog und zwei Akten von Benjamin Britten nach der gleichnamigen Novelle von Henry James. Sie wurde am 14. September 1954 im Teatro La Fenice in Venedig erstmals aufgeführt.

## Handlung

### Prolog
Eine Gouvernante erhält den Auftrag, auf dem Landsitz Bly die beiden Waisenkinder Miles und Flora zu betreuen und für ihre gute Erziehung zu sorgen. Ihr Auftraggeber ist der Vormund der Kinder, der mit diesen Dingen nicht belästigt werden will.

### Erster Akt
Trotz anfänglicher Distanz freundet sich die Gouvernante rasch mit den beiden Kindern an. Bald darauf wird Miles laut einer brieflichen Mitteilung wegen schlechten Betragens von der Schule verwiesen. Die Gouvernante sieht plötzlich im Garten und im Herrenhaus schemenhafte Erscheinungen eines Mannes und einer Frau. Die Haushälterin Mrs. Grose kommt zu dem Schluss, dass es sich dabei nur um Miss Jessel und Mister Quint handeln kann, zwei ehemalige Angestellte, die ein ausgezeichnetes Verhältnis zu den Kindern hatten. Die beiden waren ein Liebespaar und kamen auf mysteriöse Weise ums Leben. Es scheint, als wollten sie nach ihrem Ableben die Kinder in ihre Abhängigkeit bringen.

### Zweiter Akt
Die geheimnisvolle Verschwörung zwischen den Kindern und den Toten, die immer extremere Formen annimmt, beunruhigt sowohl Mrs. Grose als auch die Gouvernante. Sie entschließen sich trotz anderslautender Direktiven, den Vormund von den Geschehnissen in Kenntnis zu setzen. Miles aber lässt auf Anweisung des ehemaligen Dieners Quint den Brief verschwinden. Die Ereignisse spitzen sich weiter zu, worauf Mrs. Grose das Haus verlässt und nach London reist, wobei sie Flora, trotz deren vehementen Widerstands, mitnimmt. Die Gouvernante versucht Miles ein Geständnis zu entlocken, unter wessen Einfluss er steht. Quint versucht Miles am Sprechen zu hindern. Als der Junge schließlich Quints Namen herausschreit, bricht er tot zusammen.

## Instrumentation
Die Besetzung der Oper enthält die folgenden Instrumente:
- Flöten (auch Piccolo und Altflöte)
- Oboe (auch Englischhorn)
- Klarinette (auch Bassklarinette)
- Fagott
- Horn
- vier Pauken
- Schlagzeug: große Trommel, kleine Trommel, Wirbeltrommel, Tomtom, Gong, Becken, Triangel, Holzblock, Glockenspiel, Röhrenglocken
- Harfe
- Klavier (auch Celesta)
- zwei Violinen, Viola, Violoncello, Kontrabass

## Auszeichnungen
Die Inszenierung von Benjamin Schad in der Oper Köln in der Saison 2010/2011 erhielt den Götz-Friedrich-Preis für Regie.

## Aufnahmen
- 1954 Peter Pears, Jennifer Vyvyan, Joan Cross, David Hemmings, Olive Dyer, Peter Pears, Arda Mandikian, English Opera Group Orchestra; Benjamin Britten, LP London Records A 4219, CD Decca 425 672-2
- 1981 Philip Langridge, Helen Donath, Ava June, Michael Ginn, Lillian Watson, Robert Tear, Heather Harper, Covent Garden Opera House Orchestra; Colin Davis, LP Philips 410 426-1, CD Philips 446 325-2
- 1993 Philip Langridge, Felicity Lott, Phyllis Cannan, Sam Pay, Eileen Hulse, Philip Langridge, Nadine Secunde, Aldeburgh Festival Ensemble; Steuart Bedford, Naxos 8.660109-10
- 2002 Ian Bostridge, Joan Rodgers, Jane Henschel, Julian Leang, Caroline Wise, Ian Bostridge, Vivian Tierney, Mahler Chamber Orchestra; Daniel Harding, Virgin 545521-2